# Горбунов Дмитро Вікторович
Дмитро Вікторович Горбунов (народився 4 січня 1988 у м. Харкові, СРСР) — білоруський хокеїст, нападник. Майстер спорту. 
Вихованець СДЮШОР м. Харків. Виступав за «Дніпро» (Херсон), «Нафтохімік-2» Нижнєкамськ,  «Юніор» (Мінськ), ХК «Брест», ХК «Гомель-2», «Німан» (Гродно), «Металург» (Жлобин), ХК «Ліда».
У складі молодіжної збірної Білорусі учасник чемпіонату світу 2008 (дивізіон I). 
Срібний призер чемпіонату Білорусі (2011). Чемпіон Білорусі серед команд вищої ліги (2007), срібний призер (2006).